# وادی عبادالله
وادی عبادالله یک منطقهٔ مسکونی در امارات متحده عربی است که در فجیره واقع شده‌است. وادی عبادالله ۲۵۵ متر بالاتر از سطح دریا واقع شده‌است.